# Jean Moschus
Pour les articles homonymes, voir Moschus (homonymie) et Moschos (homonymie).
Jean Moschus ou Moschos (Ἰωάννης Μόσχος) né entre 540 et 550 et mort en 619, est un moine de l'époque byzantine auteur d'écrits spirituels.

## Biographie
Jean Moschus, surnommé Eucratès ("ὁ ἐγκρατής" : le tempérant) est né à Damas entre 540 et 550. Il devient moine très probablement au monastère de Saint-Théodose, près de Jérusalem, puis ermite près du Jourdain et enfin moine à la nouvelle laure de saint Sabas, au sud-ouest de Bethléem qui font partie des monastères de Judée.
Il se rend en Égypte avec son disciple Sophrone, futur patriarche de Jérusalem, à la rencontre des moines du désert vers 578. Il est dans le Sinaï en 583, et demeure une dizaine d'années dans la communauté des moines de la laure d'Æliatæ. Il retourne ensuite en Palestine, où il fait le tour des monastères de la région de Jérusalem et de la Mer Morte. Il se rend à Antioche en 604 et en Égypte en 607, fuyant les invasions perses. Il se réfugie ensuite à Chypre et à Rome où il meurt en 619.
Il est enterré au monastère de Théodose.

## Écrits
Jean Moschus est l'auteur d'un des ouvrages hagiographiques les plus célèbres de cette époque, le Leimon (Λειμών) (ou Pré spirituel) qui recense et commente les faits et les écrits des moines de son époque et dont Sophrone est le dédicataire. De ce fait Jean Moschus est appelé aussi Jean le Limonaire. Cet ouvrage a été traduit en latin et diffusé pendant tout le Moyen Âge et faisait partie du cycle obligé des études.
Sa première édition imprimée date de 1624 à Paris.

### Source
- Catholic Encyclopedia, « Johannes Moschus », Encyclopedia Press, 1913. (Wikisource)